# ヴォー・ヴァン・キエット
ヴォー・ヴァン・キエット（武 文傑、ベトナム語：Võ Văn Kiệt / 武文傑、1922年11月23日 - 2008年6月11日）はベトナムの官僚、政治家。南ベトナムにおいて長らく続いた抗仏戦争及び抗米戦争の古参闘士。1991年から1997年、ベトナムの首相を務め、数十年間の戦争で孤立した共産主義国家ベトナムを、世界の舞台へ復帰させることに尽力した。ベトナムにおけるドイモイ（刷新）政策を推進した政治指導者の1人とされる。暗号名は、サウ・ザン (Sáu Dân)。

## 経歴
キエットは1922年、フランス領インドシナのコーチシナ直轄領（南ベトナム）、ヴィンロン省 ヴンリエム県 チュンヒエップ社の小作農の家庭に生まれた。生誕名はファン・ヴァン・ホア (Phan Văn Hòa)。1939年、インドシナ共産党への入党が認められ、この時にヴォー・ヴァン・キエットへ改名した。彼は反帝国主義青年運動に参加し、ヴンリエム県においてナムキー（コーチシナ）暴動の一翼を担う。
共産党率いるベトミン独立運動の一員として、キエットは第一次インドシナ戦争（1946–1954年）中、南ベトナムにおいてフランス軍と闘った。そして1954年のジュネーヴ会議において、国土を南北に分割することが決まると、北ベトナムに集結した。
1960年9月、ベトナム労働党第3回党大会において非公然党中央委員候補として秘密裏に選出され、1972年には正委員に昇格した。1976年の南北ベトナム統一後、彼は党委員会副書記に任ぜられ、ホーチミン市（旧サイゴン）人民委員会議長の職を引き受けるため、南ベトナムに戻った。その直後の12月、第4回党大会において党政治局員候補に選出され、ホーチミン市党委員会書記となった。
1982年、第5回党大会において政治局員に選出。まもなくハノイに召喚され、閣僚評議会副議長（副首相）兼国家計画委員会主任に任命された。1986年、第6回党大会において政治局員に再選出され、1987年には第一副首相に任命。1988年3月、ファム・フン首相が急死すると、首相代行に任命され、同年6月まで務めた。ドー・ムオイと首相の座を争ったが、北部を基盤とする保守派はムオイ支持にまわり敗北した。1991年8月9日、第8期第9回国会において、書記長となったドー・ムオイに代わり、閣僚評議会議長（首相）に選出された。1992年7月、新憲法採択後初の国会議員選挙においてホーチミン市4区から立候補して当選。同年9月24日、第9期第1回国会において首相に再選した。
1996年、第8回党大会において政治局員に再選するとともに、新設の政治局常務委員に就任。
1997年7月の国会選挙に立候補せず、同年9月の第10期第1回国会で首相職をファン・ヴァン・カイに譲った。同年12月、第8期中央委員会第4回総会において政治局員を退任し、党中央委員会顧問に就任した。2001年4月、第9回党大会において党顧問職が廃止され、引退した。

### 晩年
政治からの引退後、キエットはホーチミン市で暮らし始めた。その時から、彼は多くの問題で意見を表し、人々の権利の守護者と見なされた。
ヴォー・ヴァン・キエットは、ベトナム人亡命者や民主活動家との和解について公言するかつての政府関係者の中では、最高ランクに位置する人物であった。最近では、彼はハノイ市の拡張案や、Ba Đình 区の歴史的な国会議事堂を取り壊して新しく建て直す案に反対を表明していた。
2008年6月3日、キエットは特定不明の病気によりシンガポールのマウント・エリザベス病院に入院し、6月11日の未明に85歳で死去した。
ほとんどの外国通信社が既に報道し、潘基文・国連事務総長など多くの外国高官がすでに弔詞を送っていたにもかかわらず、国営メディアは6月12日の夜まで彼の死を公表しなかった。ベトナム政府は、6月14日から15日にかけて、ホーチミン市の統一会堂、首都ハノイ、生誕地ヴィンロン省の3カ所で国葬を執り行なった。

## 家族
最初の妻と2人の子供を米軍の爆撃で亡くしている。

## 顕彰
1997年12月、キエットはベトナム革命への多大な貢献により、国家最高栄誉である金星勲章を受章した。